# Cambridge Gardens, New South Wales
Cambridge Gardens este o suburbie în Sydney, Australia.